# Ivan Yakouchkine
Ivan Dmitrievitch Yakouchkine (en russe : Иван Дмитриевич Якушкин), né le 29 décembre 1793 à Joukovo (ru) dans le gouvernement de Smolensk et mort le 11 août 1857 à Moscou, est un officier et éducateur russe, un des décembristes.

## Biographie

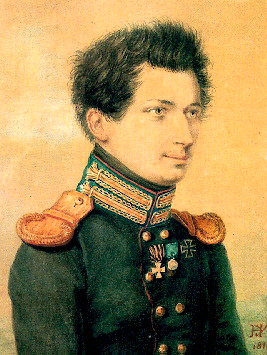
Yakouchkine en jeune officier par Nikolaï Outkine (1816).

Né dans une famille noble, son père, Dmitri Andreïevitch Yakouchkine († 1826), est un grand propriétaire terrien. De 1808 à 1811, il étudie la littérature à l'Université de Moscou, où il a pour professeur Aleksey Merzlyakov (en) et l'histoire avec Mikhail Kachenovsky. Après avoir obtenu son diplôme, il s'engage dans l'armée comme Podpraporshchik (en) (enseigne) dans le régiment Semionovsky. Il participe alors à de nombreuses actions pendant les guerres napoléoniennes, pour lesquelles il reçoit les ordres de Saint-Georges et de Sainte Anne et la croix de Kulm. 
En 1816, il s'associe au prince Serge Troubetzkoï et à plusieurs de ses collègues officiers pour créer une organisation secrète connue sous le nom d'Union du salut, un précurseur de ce qu'on appellera plus tard le mouvement décembriste. Ils étaient motivés par les mauvais traitements infligés aux soldats et leur opposition au servage, dans le but ultime de créer un gouvernement représentatif. Plus tard cette année-là, lorsqu'il est apparu que la Russie entrerait en guerre avec les Turcs, il a demandé un transfert dans une unité du gouvernement de Tchernigov qui était sous le commandement de son ami, Mikhaïl Fonvizine, qu'il persuade de devenir membre. Lorsque l'unité est ramenée à Moscou, il exprime son désaccord avec la charte de l'Union, rédigée en son absence, invoquant l'obéissance aveugle requise, et aide à en rédiger une nouvelle, basée sur le Tugendbund allemand.
À la suite d'une rumeur selon laquelle le tsar Alexandre Ier envisageait de déplacer la capitale à Varsovie, il suggère de mettre fin à son règne et se porte volontaire pour être l'assassin. Après le changement d'avis des membres, il persiste et est critiqué pour avoir mis l'Union en danger. Il abandonne alors ses plans et démissionne. Peu de temps après, il prend sa retraite de l'armée et retourné dans ses domaines familiaux, où il commence à agir sur certaines des réformes proposées, décidant finalement de libérer entièrement ses serfs. 

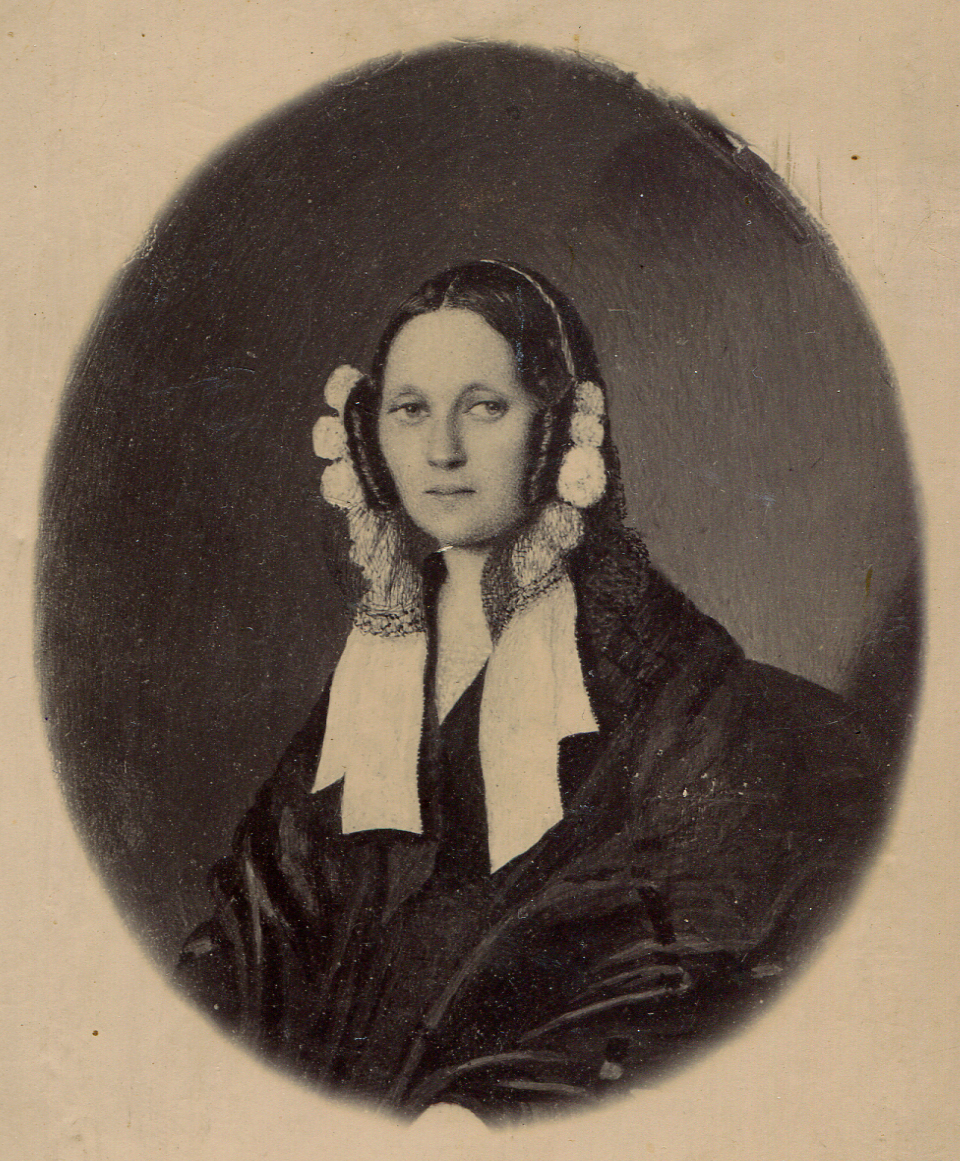
Sa femme, Anastasia, d'après une miniature anonyme (vers 1830)

Pendant ce temps, il rejoint l'Union de la Prospérité, successeur de l'Union du Salut. Une fois de plus, il est impliqué dans des controverses concernant les activités de l'Union. Lors de sa dissolution, en 1821, il tourne son attention vers la famine dans le gouvernement de Smolensk. Vers la fin de 1822, il épouse Anastasia Sheremeteva, de quatorze ans sa cadette. Le couple part vivre avec sa mère, dans un village isolé, après avoir entendu que le tsar avait pris connaissance de la société secrète. En 1825, après avoir appris la mort du tsar, il se rend à Moscou, où il participe aux réunions de la Société du Nord. Quand une lettre d'Ivan Pouchtchine arrive qui décrit la situation à Saint-Pétersbourg, Yakouchkine invite ses amis à inciter les troupes de Moscou à se rebeller. Il est arrêté en janvier 1826, après avoir refusé de prêter serment d'allégeance au nouveau tsar, Nicolas Ier.
Quelques jours plus tard, il est interrogé et apprend que le gouvernement est au courant de sa proposition d'assassiner Alexandre Ier. Malgré les menaces de torture, il refuse de nommer ses associés. Sur ordre du tsar, il est enchaîné pieds et poings, puis placé dans la forteresse Pierre-et-Paul. Pendant deux semaines, il n'est nourri que de pain et d'eau. Un autre interrogatoire suit mais il continue à se taire. Vers la fin de février, il cède. En avril, le tsar ordonne de retirer ses chaînes. En mai, il est autorisé à rencontrer sa belle-mère et, en juin, après qu'Anastasia a envoyé une pétition au tsar, elle est autorisée à lui rendre visite avec leurs deux fils. En août, il est condamné à quinze ans de travaux forcés et il est envoyé en Sibérie en novembre 1827. Sa famille doit l'accompagner à Iaroslavl mais Anastasia, qui avait initialement prévu de l'accompagner, en a été dissuadée lorsqu'elle apprend que leurs enfants ne pourraient pas les accompagner. 
Yakouchkine est ainsi l'un des quelque soixante décembristes emmenés à Tchita. En 1828, après de nombreuses pétitions, Anastasia est autorisée à le rejoindre avec leurs enfants, à condition qu'elle soit officiellement informée qu'il n'y a pas de place pour les élever. Une fois de plus, elle choisit de ne pas y aller. En 1830, il est transféré à Petrovsk-Zabaïkalski où il peut étudier la botanique et compiler un manuel de géographie. En 1832, Anastasia fait une autre tentative pour le rejoindre, mais celle-ci est refusée au motif qu'elle a déjà eu deux chances et que ses enfants ont besoin d'elle. Elle fait une dernière tentative, demandant qu'ils soient acceptés dans le corps des Pages, afin qu'ils puissent être inscrits au lycée de Tsarskoïe Selo. Après de longues négociations, cela est accordé, mais Yakouchkine lui-même rejette la faveur, déclarant officiellement qu'ils n'y a pas droit, mais faisant part à Anastasia de son inquiétude quant à ce qui pourrait arriver si elle et les enfants étaient séparés. Ils ont finalement été réunis en 1835, lorsqu'il a été libéré des travaux forcés et emmené à Ialoutorovsk pour un établissement permanent. 

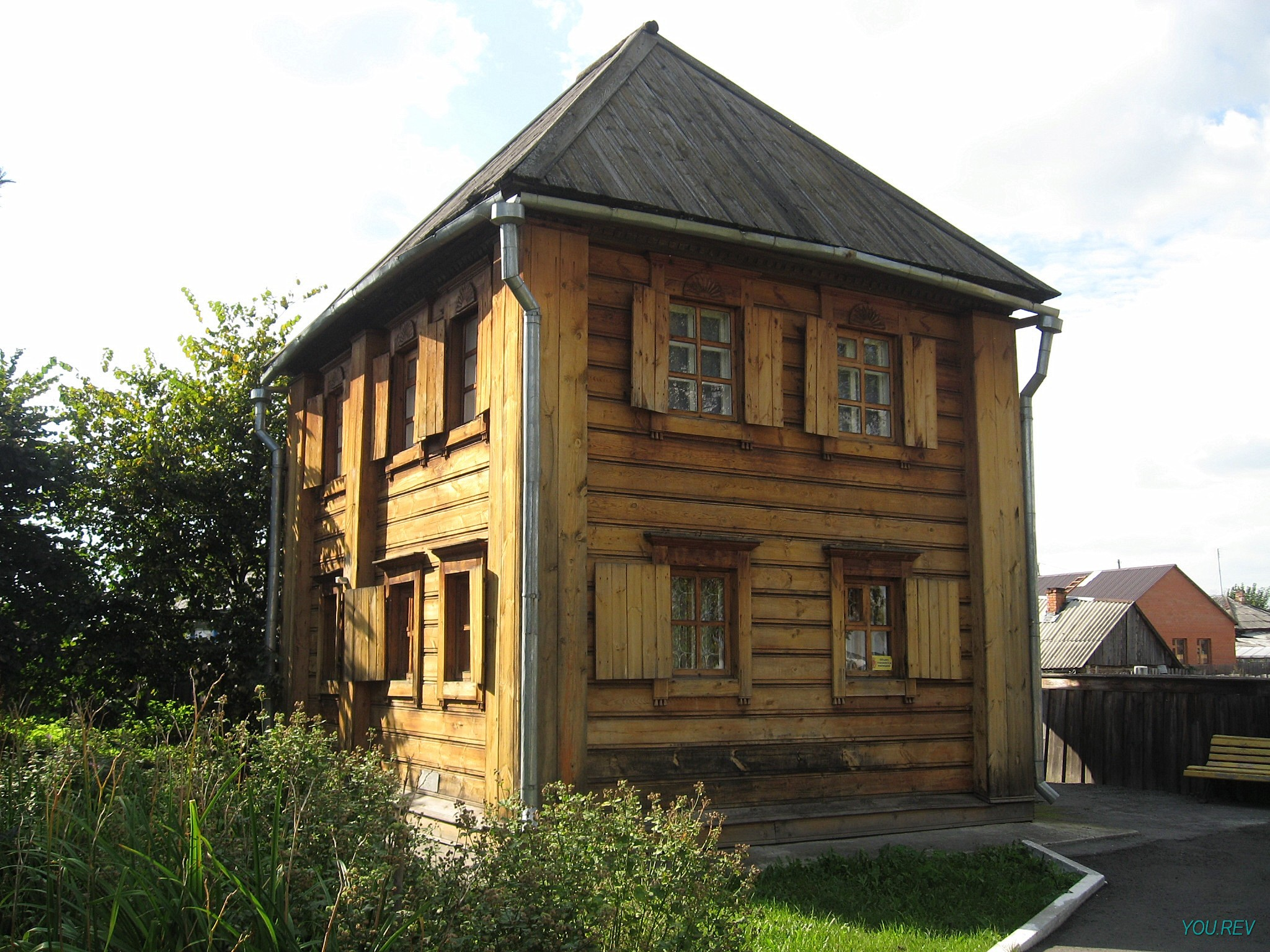
Demeure de Yakouchkine à Ialutorovsk ; aujourd’hui un musée.

Yakouchkine et Ivan Pouchtchine établissent la première carte de la Transbaïkalie. En 1839, avec Stepan Znamensky, un prêtre local, il commence à organiser une école pour les garçons paysans. Elle ouvre ses portes en 1842, malgré l'opposition du surintendant de l'école locale, qui y voyait une concurrence. Il enseigne initialement la lecture, l'écriture et l'arithmétique de base, selon le système lancasterien. Plus tard, avec le Séminaire de Tobolsk, des cours d'histoire sacrée, de grec, de latin et de catéchisme sont ajoutés. En 1856, l'école pouvait revendiquer environ 530 diplômés. Anastasia meurt en 1846, après une courte maladie, âgée de trente-neuf ans. En sa mémoire, Yakouchkine décide de créer une école pour filles. Les marchands locaux aident à la construction de l'école et elle ouvre ses portes en 1850. En 1856, plus de 240 élèves y ont étudié. Après sa mort, les deux écoles sont placées sous la juridiction du ministère de l'Éducation.
Yakouchkine traverse une période de maladie grave en 1854, au cours de laquelle il est autorisé à visiter des sources minérales près du lac Baïkal. Quand il se sent mieux, il rend visite à son vieil ami, le prince Trubetskoï, à Irkoutsk. Là, il retombe malade. Le scorbut est diagnostiqué ainsi que des ulcères de la peau, des rhumatismes, des hémorroïdes et une fatigue générale. Il reste à Irkoutsk jusqu'en 1856, lorsqu'un manifeste impérial libère les décembristes de l'exil, bien qu'il leur soit interdit d'entrer dans les grandes villes. De retour chez lui, il ne parvient pas à s'améliorer. Ses fils contactent alors le prince Vassili Andreïevitch Dolgoroukov, un haut fonctionnaire de la chancellerie et lui demande l'autorisation pour leur père de recevoir des soins médicaux à Moscou. Cela passe par plusieurs fonctionnaires, atteignant enfin le tsar Alexandre II, qui approuve. Après avoir déménagé et traversé quelques obstacles bureaucratiques, il y meurt en 1857.